# Myrmochernetini
Tribu
Synonymes
- Xenochernetini  Feio, 1945

Les Myrmochernetini sont une tribu de pseudoscorpions de la famille des Chernetidae.

## Distribution
Les espèces de cette tribu se rencontrent en Australie, en Afrique du Sud et au Brésil. Elles sont myrmécophiles.

## Liste des genres
Selon Pseudoscorpions of the World (version 3.0) :
- Marachernes Harvey, 1992
- Myrmochernes Tullgren, 1907
- Xenochernes Feio, 1945

## Publication originale
- Chamberlin, 1931 : The arachnid order Chelonethida. Stanford University Publications, Biological Sciences, vol. 7, no 1, p. 1-284.